# Alesua etialis
Alesua etialis là một loài bướm đêm trong họ Erebidae.